# Muzeul Municipal din Iași
Muzeul Municipal Iași a fost înființat în anul 1920 la inițiativa lui Gheorghe Ghibănescu și a funcționat până în anii '30. Criza economică din anii '20 - '30 va afecta această porimă instituție, în 1931 patrimoniul de documente și colecții fiind înstrăinat altor instituții.
În anul 2013 Primăria Municipiului Iași a decis reînființarea muzeului, fiind ales ca nou sediu, Casa Burchi-Zmeu, pentru reabilitarea clădirii obținând fonduri europene nerambursabile. 

## Istoric
Muzeului Iașilor a fost înființat în 1920 la sugestia profesorului Gheorghe Ghibănescu care  a fost promotorul constituirii unei societăți istorico – arheologice pentru a strânge „materialului istoric cu privire la Iași”. Prin decizia lui Mihai L. Negruzzi din 1 octombrie 1920, primar al Iașului, s-a format Societatea culturală „Muzeul orașului Iași”. Comitetul societății era format din Gh. Ghibănescu,  Mihai Costăchescu, A.D. Atanasiu, Sever Zotta, Teodor Burada, Gheorghe Lascăr, Eugen Herovanu și N.A. Bogdan. Această instituție de cultură avea patru obiective:
- adunarea de obiecte de artă sau cu însemnătate istorică-arheologică, veșminte, icoane, tablouri, monede, documente, inscripțiuni, cărți (tipărite la Iași și relative la acest oraș), hărți care privesc Iașii sau Moldova,
- publicarea unui buletin istorico-arheologic,
- trezirea în public a cultului trecutului,
- înființarea unei școli de paleografie și epigrafie.[1]

Muzeul a fost amenajat într-o clădire din curtea Mânăstirii Golia, pe strada Cuza Vodă nr. 10. Ca urmare a celui de-al Doilea Război Mondial colecțiile s-au risipit, unele piese și documente deteriorându-se sau pierzându-se, altele ajungând în colecțiile altor muzee ieșene sau în Arhivele Statului.

## Noul muzeu
Noul muzeu a fost amenajat în Casa Burchi-Zmeu situată pe strada Zmeu nr. 3, construcție aflată pe lista monumentelor istorice din Iași. Lucrările de reabilitare s-au desfășurat între 2013-2015 iar sumele necesare reabilitării clădirii s-au ridicat la aproximativ 19,5 milioane de lei, din care aproximativ 19 milioane au fost obținute din fonduri europene nerambursabile.
Muzeul a fost redeschis în 19 mai 2016, aici desfășurându-se periodic evenimente culturale (expoziții de artă, lansări de carte).
Muzeul va avea o expoziție numismatică amenajată la subsolul clădirii. Clădirea este compusă din 5 săli de expunere și 3 holuri pentru exponate la parter și, la etaj, 4 săli de expunere, două holuri pentru exponate și o sală multimedia. 